# Hong San See
Hong San See is een taoïstische tempel in Singapore, gelegen aan de Mohamed Sultan Road in de River Valley.
Hong San See werd tussen 1908 en 1913 gebouwd door migranten van het dorp Nan'an in Fujian. Het bouwmateriaal komt uit China. Het is gebouwd op een heuvel en had vroeger zicht op de zee. De tempel werd een nationaal monument op 10 november 1978.
Tegenwoordig huizen in de tempels cafés, restaurants en dure appartementen. De tempel is eigendom van Singapore Lam Ann Association.
De hoofdhal heeft een altaar voor de godheid Guang Ze Zun Wang. De zijhal heeft een tempeltje van Guanyin. In een hoek staat een tempeltje van Swee Yee. De andere altaars eren Cheng Huang (城隍) en Xuan Tian Shang Di (玄天上帝). Nan Ming School gebruikte vanaf 1915 als klaslokalen. De kinderen van nabijgelegen dorpen zoals Bukit Ho Swee kregen hier educatie. De school sloot in 1925 wegens financiële problemen.